# Autopista Klondike
La Autopista Klondike (oficialmente como la Ruta 98) y conocida en inglés como Klondike Highway es una carretera estatal ubicada en el estado de Alaska. La autopista inicia en el Sur en la Autopista Marina en Skagway hacia el Norte en Dawson City, Yukón en Canadá. La autopista tiene una longitud de 705 km (438 mi). En el Yukón, la Autopista Klondike está marcada como Carretera 2.

## Mantenimiento
Al igual que las carreteras estatales, las carreteras federales, la Autopista Klondike es administrada y mantenida por el Departamento de Transporte y Servicios Públicos de Alaska por sus siglas en inglés DOT&PF.

## Galería

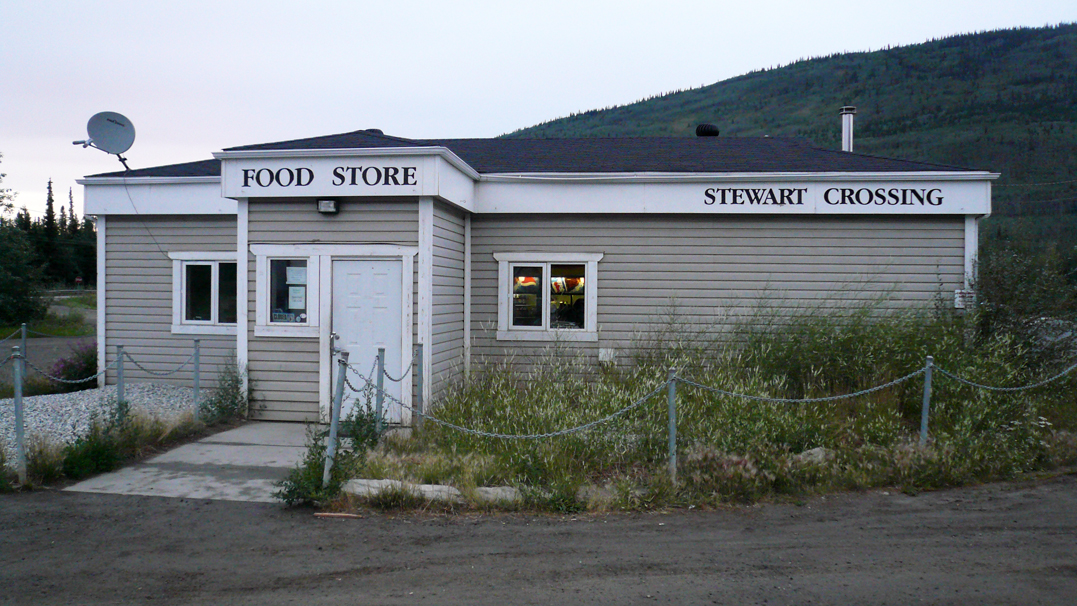
Una tienda en la Autopista Klondike
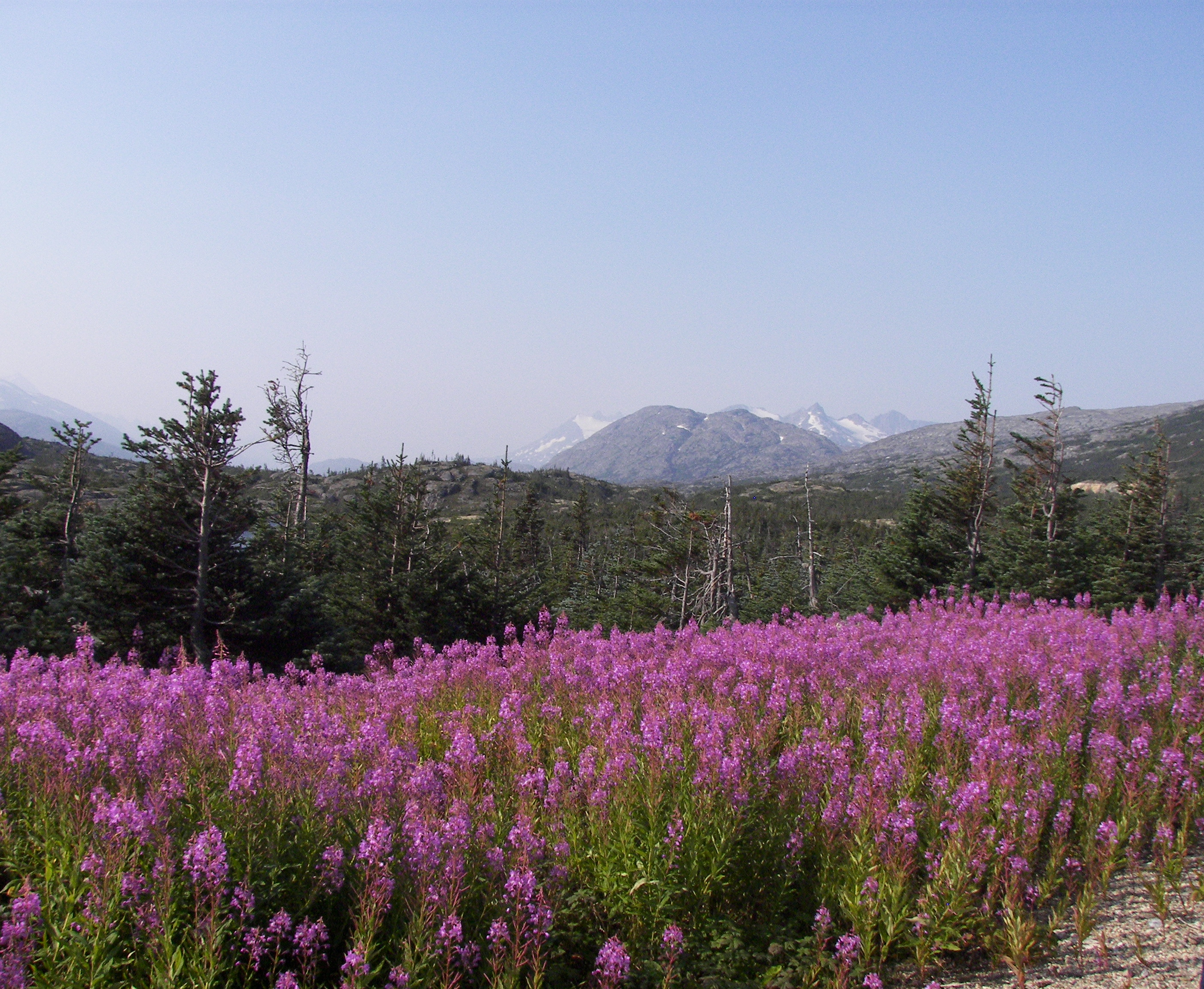
Adelfillas típicas a lo largo de la autopista.
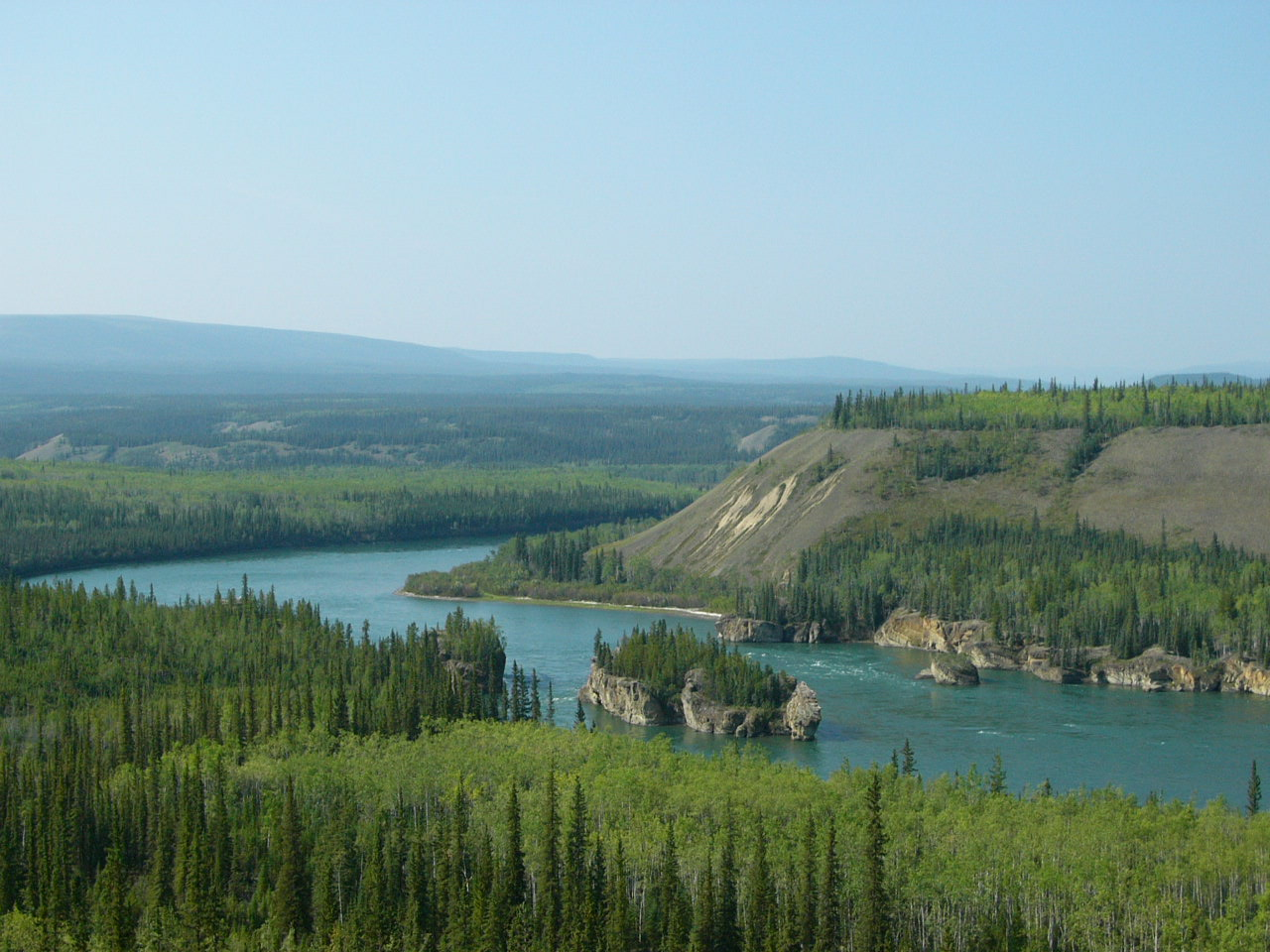
Five Finger Rapids